# Szántó Sámuel
Szántó Sámuel, 1881-ig Stern Sámuel (Várpalota, 1857. január 1. – Debrecen, 1933. február 10.) kereskedelmi akadémiai tanár, bankigazgató.

## Életpályája
Stern Bernát és Schwartz Záli fiaként született zsidó családban. Középiskolai tanulmányait Székesfehérvárott végezte, majd a Budapesti Tudományegyetem Bölcsészettudományi Karának hallgatója volt. Tanári gyakorlatát a Magyar Királyi Tanárképző Intézet Gyakorló Főgimnáziumában végezte Marczali Henrik mellett. 1879-ben tanári vizsgát tett történelemből és földrajzból. 1880-ban pedig bölcseleti doktor lett. 1883 végén többekkel megalapította a Debreceni Kölcsönös Segélyező-Egyletet. Az 1884. január 3-án megtartott első testületi ülésen Zádor Lajos kereskedővel együtt megválasztották az Egylet ügyvezetői igazgatójává. Ezen tisztségét haláláig viselte.
A debreceni zsidó elemi iskola 1886-ban az ő önkéntes igazgatósága alatt kezdte meg működését. 1889 márciusában tagja lett az iskolaszéknek. 1891-ben lemondott igazgatói megbízásáról. A következő évtől a Debreceni Kereskedelmi Akadémia tanáraként működött. A Debreceni Kereskedelmi és Iparkamara levelező tagjává választotta. Tagja volt a Csokonai-körnek.
Cikkei megjelentek a Magyar Pedagógiában, a Kereskedelmi Szakoktatásban és az Egyetemes Közoktatási Szemlében.

## Családja
Felesége Deutsch Ilona (1868–1907) volt, Deutsch Jakab kereskedő és Lederer Rozália lánya, akivel 1888. május 19-én Debrecenben kötött házasságot.
Gyermekei:
- Szántó Béla (1889–1966) bankhivatalnok. Első felesége Kis Erzsébet (1892–?), második Birnfeld Piroska.
- Szántó Mária (1890–?). Férje Térey Sándor (1886–1955) költő, regényíró, műfordító.
- Szántó József (1894–?) orvos. Felesége Aczél Eugénia (1904–?).
- Szántó Andor (1896–?)

## Művei
- Adalékok a zsidók történetéhez Magyarországban 1790-1840. (1886)
- A földrajzi tanítás fontossága. (Magyar Pedagógia, 1892)
- A kereskedelmi szakiskolák reformja. (Magyar Pedagógia, 1892)
- Földrajz a népiskolában. (Magyar Pedagógiai, 1894)
- Kereskedelmi iskolák szervezeti javaslata. (Magyar Pedagógia, 1895)